# Parc Nacional de Fulufjället
El Parc Nacional de Fulufjället (en suec: Fulufjället nationalpark) és un parc nacional al centre de Suècia. La seva superfície total és de 385 quilòmetres quadrats, ubicats totalment dins del municipi d'Älvdalen a la província de Dalarna. Va ser anomenat així pel mont Fulufjället, que té 1044 metres d'altura.
El parc va ser inaugurat al setembre de 2002 pel rei Carles XVI Gustau de Suècia.